# Echeandia flexuosa
Echeandia flexuosa là một loài thực vật có hoa trong họ Măng tây. Loài này được Greenm. mô tả khoa học đầu tiên năm 1903.